# Brendan Rodgers
Brendan Rodgers (Carnlough, 1973. január 26. –) északír labdarúgó, edző, többek között a Watford, a Reading és a Swansea korábbi menedzsere, 2012. június 1-jétől a Liverpool vezetőedzője volt.
Nincs számottevő labdarúgó karrierje, bár 18 éves volt, mikor a Reading leigazolta, 20 évesen egy térdprobléma miatt vissza kellett vonulnia. Ezután végül is maradt az egyesületnél mint edző, de kisebb, nem profi kluboknál is futballozott. Később Spanyolországba utazott, hogy megfigyelje az ottani edzői felfogást és szokásokat. Ezután 2004-ben José Mourinho, a Chelsea akkori menedzsere győzte meg, hogy hagyja ott a Readinget, és dolgozzon a Chelseanél, mint utánpótlás-edző. Rodgers elfogadta az ajánlatot.
2008-ban a Watford menedzsere lett, itt addig dolgozott, amíg a volt klubja, a Reading fel nem ajánlotta a menedzseri posztot neki 2009-ben. Csalódásokkal teli hat hónapot hagyott maga mögött. 2010-ben a Swansea menedzsere lett. Rodgers-szel a Swansea lett az első walesi csapat, amely feljutott a Premier League-be. Ez azért is volt hatalmas teljesítmény, mert a feljutást megelőző idényben a csapat csak a 11. helyet szerezte meg. Erre a teljesítményre a Liverpool FC vezetősége is felfigyelt, és szerződést ajánlottak az északír edzőnek. A 2013-14-es Premier League idényben az év edzőjének választották. Rodgers 2016. május 20. óta a Celtic Glasgow menedzsere.

## Játékosként
Játékos pályafutását a helyi csapatnál, a Ballymena Unitednél kezdte, hátvédként, 1987-ben. 18 évesen igazolta le a Reading, a tartalékcsapatnál játszott. Professzionális pályafutását azonban két évvel később be kellett fejeznie, egy térdsérülés miatt. Visszavonulása után több amatőr csapatnál is játszott, például a Newportnál, a Witney Town-nál és a Newbury Townnál. Mindeközben a Readingnél dolgozott utánpótlás-edzőként.
Rodgers több időt töltött Spanyolországban, hogy a helyi spanyol edzők módszereit tanulmányozza. Ezután José Mourinho meghívta, hogy a Chelsea fő utánpótlás-edzője legyen, 2004-ben. Két évvel később a Chelsea tartalékcsapatának lett az edzője, ezt a posztját megtarthatta Avrám Grant és Luis Filipe Scolari ideje alatt is.

## Edzőként

### Watford
2008. november 14-én Rodgers elhagyta a Chelseat, és a Watford menedzsere lett. Az első tíz bajnokiból csak kettőt tudtak megnyerni, januárra pedig már a kieső-zónában szerénykedett a csapat. A szezon második felére azonban jelentősen javult a csapat teljesítménye, és a 13. helyen fejezték be a bajnokságot, ezzel pedig elkerülték a kiesést.

### Reading
Hetekkel a Watford kiváló szereplése és a Reading menedzserének, Steve Coppelnek a kirúgása után Rodgers lett a Reading menedzseri posztjának első számú várományosa. A médiának erről sosem nyilatkozott, mindig azt mondta, hogy "most a Watfordra koncentrálok". Végül is 2009. június 5-én a Reading menedzsere lett. Augusztus 11-én, az első meccsén az alacsonyabb osztályban szereplő Burton Albiont verték meg 5-1 arányban az angol Ligakupa első fordulójában. A bajnokságbeli jó kezdés ellenére a Reading formája egyre romlott, csalódást keltő eredmények jöttek, így Rodgers 2009. december 16-án elhagyta a csapatot. A Reading ekkor már csak egy hely választotta el a kieső zónától.

### Swansea City
Rodgers elfogadta a Swansea City ajánlatát, így 2010. július 16-án a walesi csapat menedzsere lett. Walesi karrierjének kezdete nagyon sikeres volt - 2011 februárjában a hónap menedzserének választották a másodosztályban, miután csapatával öt meccset megnyert a februári hatból. Rodgers és csapata simán bejutott a másodosztály rájátszásába, miután hazai pályán megverték az Ipswichet, 4-1-re, 2011. április 25-én.
2011. május 16-án a Swansea bejutott a rájátszás döntőjébe, miután az elődöntőben oda-vissza megverték a Nottingham Forestet. A rájátszás döntőjében, 2011. május 30-án Rodgers volt csapata ellen, a Reading ellen meccselt. A mérkőzést a walesiek nyerték, többek között köszönhetően Scott Sinclair mesterhármasának, ezzel pedig a Swansea lett az első walesi csapat, amely feljutott a Premier League-be.
Rodgers első győzelmét élvonalbeli edzőként a West Brom ellen aratta (3-0), 2011. szeptember 17-én. A szezon előtt a Swansea-t titulálták az egyik fő kiesőjelöltnek, azonban a walesi csapat első idénye a Premier League-ben igen jól sikerült - többek között pontot szereztek a Newcastle, a Liverpool, a Tottenham és a Chelsea ellen is, és ezzel jócskán elkerülték a kieső zónát. 2012 januárjában megszerezték első idegenbeli győzelmüket az Aston Villa ellen, majd ugyanebben a hónapban megverték az Arsenalt (3-2), és döntetlent játszottak a Chelsea-vel (1-1). Rodgers a hónap menedzsere lett az élvonalban. Februárban Rodgers új, három és fél éves szerződést írt alá, 2015 júliusáig. Ennek ellenére az utolsó fordulóban szerzett Liverpool elleni győzelem (1-0) volt az utolsó meccs, melyen a Swansea kispadján Rodgers ült. A walesiek a 11. helyen végeztek.

### Liverpool
2012. június elsejétől a Liverpool menedzsere, három évre írt alá.

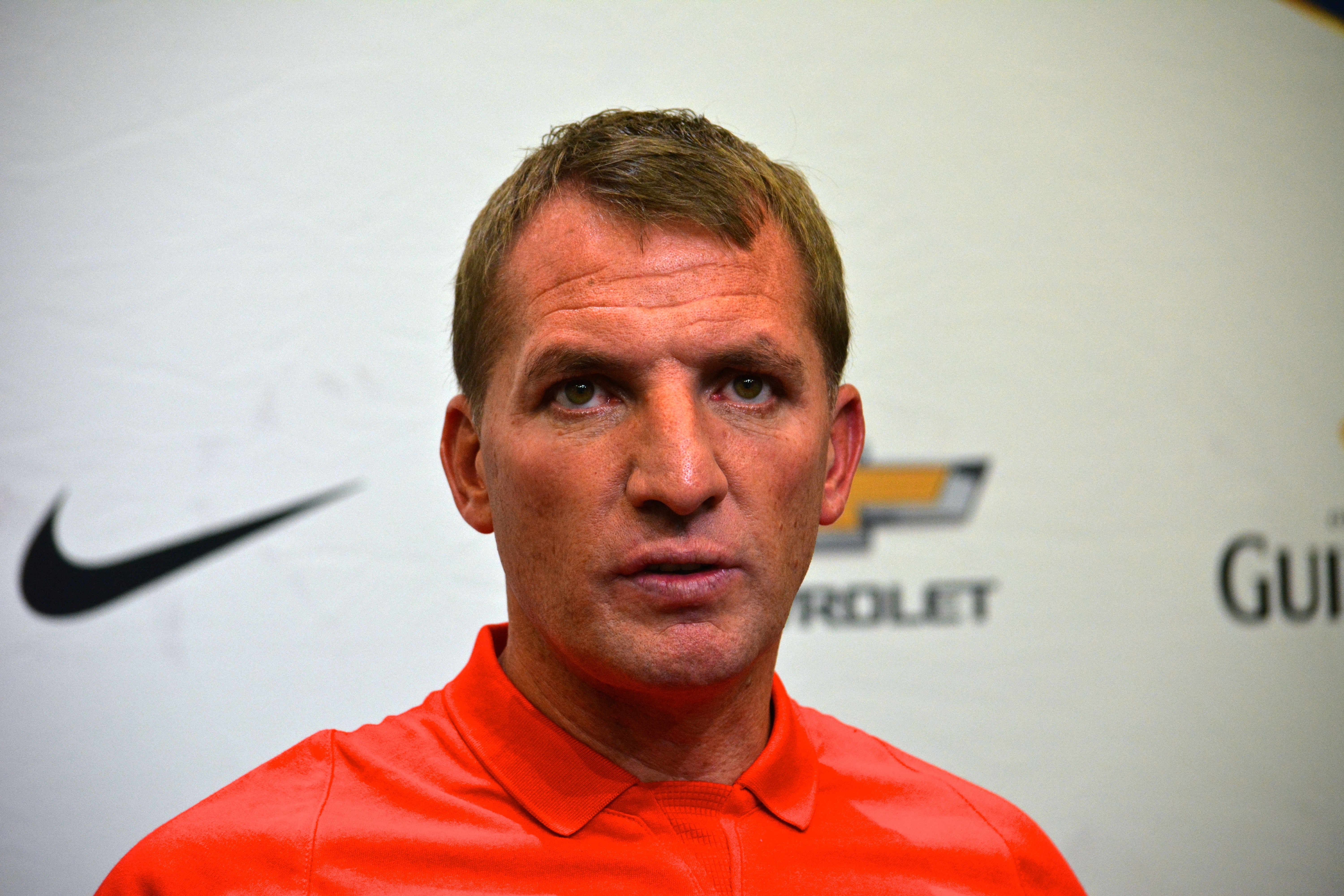
Rodgers 2014-ben

2012. augusztus másodikán Rodgers első tétmeccsén ült a Pool kispadján. Az Európa Liga-selejtezőben győztek az FC Gomel ellen (1-0). Augusztus 18-án, az első bajnokin kikaptak a West Bromtól, 3-0 arányban. Az első győzelmet a Norwich ellen aratta (5-2). Október 31-én a Liverpool Rodgers excsapatával, a Swansea-val találkozott a Ligakupa negyedik fordulójában, de kikaptak. December 6-án megverték az Udinese-t az EL csoportkörben, és csoportgyőztesként jutottak be a legjobb 32 közé.
2013. január 27-én a Liverpool hatalmas meglepetésre kikapott és kiesett az F.A. kupa negyedik fordulójában, a harmadosztályú Oldham ellen. Végül hetedik helyen végeztek a bajnokságban.
Az új szezon kezdetén Rodgerst a hónap menedzserévé választották, miután az első három bajnokijukat megnyerték. Később 2014 márciusában választották meg újra erre a címre.
A Pool tizenegy győzelmet aratott sorozatban a bajnokságban, végül azonban kikaptak a Chelsea ellen (2-0), április 27-én. Ezzel a vereséggel a Liverpool kezdett leszakadni a Manchester City mögött a bajnoki címért folytatott küzdelemben. A következő mérkőzésükön a Crystal Palace ellen 11 perccel a vége előtt még 3-0-ra vezettek, a végeredmény mégis 3-3 lett. A Liverpool 101 gólt szerzett a bajnokságban, és második lett. Rodgers az év menedzsere lett. 2014. május 26-án újabb,  négyéves szerződést írt alá.

## Edzői statisztika
Legutóbb frissítve: 2021. december 26-án lett.
| Csapat         | Nemzet   | –tól               | –ig                | Mérleg | Mérleg | Mérleg | Mérleg | Mérleg | Mérleg | Mérleg | Mérleg |
| M              | GY       | D                  | V                  | GY %   | RG     | KG     | GK     |        |        |        |        |
| -------------- | -------- | ------------------ | ------------------ | ------ | ------ | ------ | ------ | ------ | ------ | ------ | ------ |
| Watford        | angol    | 2008. november 24. | 2009. június 5.    | 32     | 13     | 7      | 12     | 40.63  | 47     | 48     | -1     |
| Reading        | angol    | 2009. június 5.    | 2009. december 16. | 23     | 6      | 6      | 11     | 26.09  | 29     | 36     | -7     |
| Swansea        | angol    | 2010. július 16.   | 2012. június 1.    | 96     | 43     | 20     | 33     | 44.79  | 140    | 118    | +31    |
| Liverpool      | angol    | 2012. június 1.    | 2015. október 4.   | 166    | 83     | 41     | 42     | 50     | 293    | 201    | +92    |
| Celtic         | skót     | 2016. május 20.    | 2019. február 26.  | 169    | 118    | 25     | 26     | 69.82  | 377    | 146    | +231   |
| Leicester City | angol    | 2019. február 26.  | jelenlegi          | 138    | 68     | 29     | 41     | 49.28  | 245    | 168    | +77    |
| Összesen       | Összesen | Összesen           | Összesen           | 624    | 331    | 128    | 165    | 53.04  | 1131   | 708    | +423   |